# Музей Карса
Музей Карса был открыт в 1963 году в Церкви Святых Апостолов (ныне мечеть Кюмбет-Джами) города Карс, Турция.
Здание музея было сначала построено как армянская церковь (Церковь Святых Апостолов) при армянской династии Багратуни Аббасом в 930—937 годах. В 1579 году церковь была преобразована в мечеть. Здесь были собраны археологические находки из Карса и его окрестностей, а также предметы, обнаруженные при раскопках средневекового армянского города Ани. После завершения строительства нового здания музея работы были перемещены и выставлены в нем.
Новый музей в Карсе находится на дороге, которая расходится с дорогой в Ани на северо-востоке города. На выставке представлены находки от бронзового века до наших дней. В пристройке к музею находится отдел этнографии.